# Jamie Anderson (Snowboarderin)
Jamie Louise Anderson (* 13. September 1990 in South Lake Tahoe, Kalifornien) ist eine US-amerikanische Snowboarderin. Sie startet in Freestyledisziplinen.

## Werdegang
Anderson nimmt seit 2005 an Wettbewerben der TTR World Snowboard Tour teil. Ihren ersten Podestplatz erreichte im Januar 2006 beim U.S. Snowboarding Grand Prix am Mount Bachelor im Slopestyle. Bei den folgenden Winter-X-Games gewann sie Bronze im Slopestyle. Im März 2006 belegte sie den dritten Platz bei den Burton US Open im Stratton Mountain Resort.
Zu Beginn der Saison 2006/07 errang sie bei den Abominable Snowjam am Mount Hood den dritten Platz auf der Halfpipe und den ersten Platz im Slopestyle. Es folgten weitere Siege im Slopestyle beim Billabong Slopestyle Jam in Neuseeland und beim Roxy Chicken Jam in Kaprun. Beim O’Neill Evolution 2007 in Davos gewann sie auf der Quarterpipe. Bei der Honda Session in Vail kam sie auf den zweiten Platz im Railjam.
Ende Januar 2007 gewann sie bei den Winter-X-Games Gold im Slopestyle. Zum Saisonende erreichte sie bei den Burton US Open im Stratton Mountain Resort den ersten Platz und beim Roxy Chicken Jam USA in Park City den zweiten Platz im Slopestyle. Die Saison beendete sie auf dem zweiten Rang in der Worldtourgesamtwertung.
In der Saison 2007/08 gewann Anderson im Slopestyle bei den Australian Open im Perisher Blue, bei den Burton European Open in Laax und beim Roxy Chicken Jam USA in Mammoth. Den zweiten Platz belegte sie im Slopestyle beim Roxy Chicken Jam in Kaprun, den Nissan X-Trail Nippon Open in Bandai, den U.S. Snowboarding Grand Prix in Killington und bei den Burton US Open im Stratton Mountain Resort. Beim Saisonhöhepunkt den Winter-X-Games 2008 holte sie erneut Gold im Slopestyle. Die Saison beendete sie auf dem ersten Platz in der Tourgesamtwertung.
Zum Beginn der folgenden Saison siegte sie im Slopestyle und auf der Halfpipe bei den Burton New Zealand Open. Es folgten weitere Siege bei den Billabong SnowStock 08 im Big-Air Wettbewerb und im Slopestyle bei den Burton Australian Open im Perisher Blue. Sie erreichte dort ebenfalls den dritten Platz auf der Halfpipe. Anfang 2009 gewann sie im Slopestyle bei der Winter Dew Tour am Mount Snow und Northstar-at-Tahoe. Beim Nissan X-Trail Asian Open 2009 in Bandai kam sie auf den zweiten Platz im Slopestyle. In der Tourgesamtwertung errang sie in der Saison den dritten Platz.
Im August 2009 gewann Anderson erneut bei den Burton New Zealand Open Snowboarding Championships im Slopestyle und im Big Air Wettbewerb beim Billabong BroDown. Im selben Monat fuhr sie in Cardrona ihr erstes FIS-Weltcuprennen, welches sie auf dem 13. Platz auf der Halfpipe beendete. Bei den Winter-X-Games 2010 holte sie Silber im Slopestyle. Im Februar 2010 siegte sie bei der Winter Dew Tour am Mount Snow und belegte den ersten Platz in der Slopestylewertung bei dieser Tour.
Zum Saisonende gewann sie beim Roxy Chicken Jam USA im Slopestyle und kam auf den dritten Platz bei den Burton US Open. Die Saison beendete sie auf den fünften Gesamtrang in der Worldtourgesamtwertung. In der Saison 2010/11 gewann sie im Slopestyle bei den Burton New Zealand Open Snowboarding Championships, bei der Winter Dew Tour in Breckenridge und Killington, den O’Neill Evolution in Davos, den Burton European Open in Laax, den Burton Canadian Open in Calgary, der The Oakley Arctic Challenge in Oslo und den U.S. Snowboarding Grand Prix in Mammoth. Bei den Winter-X-Games 2011 in Aspen holte sie Bronze im Slopestyle. Im März 2011 gewann sie Gold im Slopestyle bei den Winter X Games Europe 2011 in Tignes. Zum Saisonende belegte sie den ersten Platz in der Tourgesamtwertung.
Zu Beginn der Saison 2011/12 siegte Anderson beim Billabong Slopestyle in Wanaka, bei den New Zealand Winter Games und zum vierten Mal in Folge beim Slopestylewettbewerb bei den Burton New Zealand Open. Bei den Winter-X-Games 2012 und den Winter X Games Europe 2012 holte sie Gold im Slopestyle. Ebenfalls gewann sie bei den Burton Canadian Open in Calgary, den Roxy Snow Pro 2012 in Saalbach, bei den Burton European Open in Laax und den Burton US Open 2012 im Stratton Mountain Resort. Bei den Snowboard-Weltmeisterschaften 2012 in Oslo errang sie den 15. Platz auf der Halfpipe und den zweiten Rang im Slopestyle.
Die Saison beendete sie auf dem zweiten Platz in der Worldtourgesamtwertung. In der folgenden Saison siegte sie bei den Dew Tour – Mountain Championships in Breckenridge und beim U.S. Snowboarding Grand Prix in Copper Mountain. Dies war ebenfalls ein FIS-Weltcuprennen und damit ihr erster Weltcupsieg. Bei den Winter-X-Games 2013 holte sie wie im Vorjahr Gold im Slopestyle. Im Februar 2013 erreichte sie im Slopestyle den zweiten Platz bei den Burton US Open in Vail. Bei den Winter X Games Europe 2013 in Tignes holte sie Silber im Slopestyle. In der Tourslopestylewertung und der FIS-Slopestylewertung errang sie den zweiten Platz.
Zu Beginn der Saison 2013/14 holte Anderson in Cardrona ihren zweiten Weltcupsieg. Es folgten Siege bei den Burton High Fives in Cardrona, bei der Winter Dew Tour in Breckenridge und den Burton US Open in Vail.
Im Januar 2014 holte sie Silber im Slopestyle bei den Winter-X-Games 2014. Bei den Olympischen Winterspielen 2014 im russischen Sotschi gewann Anderson im Februar beim erstmals ausgetragenen Wettbewerb im Slopestyle Gold. Sie ist damit die erste Olympiasiegerin in dieser Disziplin. Die Saison beendete sie auf dem ersten Platz in der Tourslopestylewertung. In der folgenden Saison siegte sie im Slopestyle beim The Mile High im Perisher Blue, den Burton High Fives und den Dew Tour Mountain Championships. Im Januar 2015 holte sie Silber im Slopestyle bei den Winter-X-Games in Aspen. Eine Woche später errang sie den zweiten Platz im Slopestyle bei den Burton European Open in Laax. Bei den Burton US Open 2015 in Vail gewann sie im Slopestyle. Zu Beginn der Saison 2015/16 holte sie in Cardrona ihren dritten Weltcupsieg. Im Januar 2016 siegte sie bei den Laax Open in Laax. Im selben Monat holte sie die Silbermedaille im Slopestyle bei den Winter-X-Games in Aspen. Im Februar 2016 siegte sie im Big Air beim Jamboree und Weltcup in Québec und im Slopestyle beim Weltcup im Bokwang Phoenix Park in Pyeongchang. Bei den X-Games Oslo 2016 in Oslo wurde sie Sechste im Big Air. Im März 2016 gewann sie im Slopestyle bei den Burton US Open in Vail und bei den Snowboard-Weltmeisterschaften 2016 in Yabuli jeweils die Goldmedaille im Slopestyle und im Big Air. Die Saison beendete sie im Freestyle-Weltcup, im Big Air Weltcup und im Slopestyle-Weltcup jeweils auf dem ersten Platz. Nach Platz eins im Big Air beim U.S. Snowboarding Grand Prix in Copper Mountain und Rang drei im Slopestyle bei den Laax Open 2017 und zugleich Weltcup in der Saison 2016/17, holte sie bei den Winter-X-Games 2017 die Silbermedaille im Slopestyle. Zudem wurde sie dort Vierte im Big Air-Wettbewerb. Im Februar 2017 siegte sie im Slopestyle beim U.S. Snowboarding Grand Prix und zugleich Weltcup in Mammoth und belegte beim Weltcup in Québec den zweiten Platz im Slopestyle. Anfang März 2017 erreichte sie im Slopestyle bei den Burton US Open den zweiten Platz. Bei den folgenden X-Games Norway 2017 in Hafjell holte sie die Silbermedaille im Slopestyle. Außerdem kam sie dort auf den sechsten Platz im Big Air-Wettbewerb.
Zu Beginn der Saison 2017/18 siegte sie im Slopestyle beim Weltcup in Cardrona und belegte bei der Winter Dew Tour in Breckenridge den zweiten Platz im Slopestyle. Im Januar 2018 siegte sie im Slopestyle beim U.S. Snowboarding Grand Prix in Mammoth und holte bei den Winter-X-Games die Bronzemedaille im Big Air und die Goldmedaille im Slopestyle. Bei den Olympischen Winterspielen 2018 in Pyeongchang gewann die 27-Jährige, wie bereits vier Jahre zuvor in Sotschi, am 12. Februar die Goldmedaille im Slopestyle. Im erstmals im Rahmen der olympischen Snowboard-Bewerbe ausgetragenen Big Air gewann sie am 22. Februar die Silbermedaille. Anfang März 2018 gewann sie den Slopestyle-Wettbewerb bei den Burton US Open. Im folgenden Jahr holte sie bei den Winter-X-Games 2019 die Bronzemedaille im Big Air und bei den Snowboard-Weltmeisterschaften 2019 in Park City die Bronzemedaille im Slopestyle. Bei den X-Games Norway 2019 in Fornebu wurde sie Fünfte im Big Air. In der Saison 2019/20 gewann sie beim Weltcup in Mammoth und bei den Burton US Open jeweils den Slopestyle-Wettbewerb und holte bei den Winter-X-Games 2020 die Goldmedaille im Slopestyle. Im März 2020 wurde sie bei den X-Games Norway in Hafjell Sechste im Slopestyle und Vierte im Big Air. In der folgenden Saison holte sie bei den Winter-X-Games 2021 jeweils die Goldmedaille im Slopestyle und Big Air und bei den Snowboard-Weltmeisterschaften 2021 die Silbermedaille im Slopestyle. Zudem gewann sie im Slopestyle den Weltcup in Laax und erreichte damit den siebten Platz im Freestyle-Weltcup und den vierten Rang im Slopestyle-Weltcup. In der Saison 2021/22 siegte sie beim Weltcup in Mammoth im Slopestyle und gewann bei den Winter-X-Games 2022 im Big Air sowie im Slopestyle jeweils die Silbermedaille. Bei den Olympischen Winterspielen 2022 in Peking belegte sie den 15. Platz im Big Air und den neunten Rang im Slopestyle.

## Engagement für den Klimaschutz
Neben ihrer sportlichen Karriere ist Anderson auch für ihren Einsatz gegen die Klimakrise bekannt. So setzt sie sich für die Klimaschutz-Organisation Protect Our Winters (POW) ein. Ihre Bronzemedaille bei der Weltmeisterschaft im Jahr 2019 widmete sie POW, um auf die zunehmende Bedrohung des Wintersports durch die globale Erwärmung hinzuweisen.

## Sportliche Erfolge

### Olympische Spiele
| Datum         | Ort         | Land | Disziplin  | Platz |
| ------------- | ----------- | ---- | ---------- | ----- |
| 22. Feb. 2018 | Pyeongchang | KOR  | Big Air    | 2     |
| 12. Feb. 2018 | Pyeongchang | KOR  | Slopestyle | 1     |
| 9. Feb. 2014  | Sotschi     | RUS  | Slopestyle | 1     |

Saison 2021/22
- 1. Platz Snowboard-Weltcup in Mammoth, Slopestyle
- 2. Platz Winter-X-Games 2022, Slopestyle
- 2. Platz Winter-X-Games 2022, Big Air

Saison 2020/21
- 1. Platz Snowboard-Weltcup in Laax, Slopestyle
- 1. Platz Winter-X-Games 2021, Slopestyle
- 1. Platz Winter-X-Games 2021, Big Air
- 2. Platz Snowboard-Weltmeisterschaften 2021, Slopestyle

Saison 2019/20
- 1. Platz Winter-X-Games 2020, Slopestyle
- 1. Platz U.S. Snowboarding Grand Prix und Snowboard-Weltcup in Mammoth, Slopestyle
- 1. Platz Burton US Open, Slopestyle

Saison 2018/19
- 3. Platz Winter-X-Games 2019, Big Air
- 3. Platz Snowboard-Weltmeisterschaften 2019 in Park City, Slopestyle

Saison 2017/18
- 1. Platz Snowboard-Weltcup in Cardrona, Slopestyle
- 1. Platz U.S. Snowboarding Grand Prix in Mammoth, Slopestyle
- 1. Platz Winter-X-Games 2018, Slopestyle
- 1. Platz Burton US Open, Slopestyle
- 2. Platz Winter Dew Tour in Breckenridge, Slopestyle
- 3. Platz Winter-X-Games 2018, Big Air

Saison 2016/17
- 1. Platz U.S. Snowboarding Grand Prix und Snowboard-Weltcup in Copper Mountain, Big Air
- 1. Platz U.S. Snowboarding Grand Prix und Snowboard-Weltcup in Mammoth, Slopestyle
- 1. Platz Slopestyle-Weltcup
- 2. Platz Winter-X-Games 2017, Slopestyle
- 2. Platz Snowboard-Weltcup in Québec, Slopestyle
- 2. Platz Burton US Open, Slopestyle
- 2. Platz X-Games Norway 2017 in Hafjell, Slopestyle
- 2. Platz Freestyle-Weltcup
- 3. Platz Laax Open 2017 und Snowboard-Weltcup, Slopestyle

Saison 2015/16
- 1. Platz New Zealand Winter Games und Snowboard-Weltcup in Cardrona, Slopestyle
- 1. Platz Laax Open 2016, Slopestyle
- 1. Platz Jamboree und Snowboard-Weltcup in Québec, Big Air
- 1. Platz Snowboard-Weltcup in Pyeongchang, Slopestyle
- 1. Platz Burton US Open, Slopestyle
- 1. Platz Snowboard-Weltmeisterschaften 2016 in Yabuli, Slopestyle
- 1. Platz Snowboard-Weltmeisterschaften 2016 in Yabuli, Big Air
- 1. Platz Freestyle-Weltcup
- 1. Platz Slopestyle-Weltcup
- 1. Platz Big Air-Weltcup
- 2. Platz Winter-X-Games 2016, Slopestyle

Saison 2014/15
- 1. Platz The Mile High, Slopestyle
- 1. Platz Burton High Fives, Slopestyle
- 1. Platz Dew Tour Mountain Championships, Slopestyle
- 1. Platz Burton US Open, Slopestyle
- 2. Platz Winter-X-Games 2015, Slopestyle
- 2. Platz Burton European Open, Slopestyle

Saison 2013/14
- 1. Platz Slopestylewertung World Snowboard Tour
- 1. Platz Snowboard-Weltcup in Cardrona, Slopestyle
- 1. Platz Burton High Fives, Slopestyle
- 1. Platz Dew Tour - Mountain Championships, Slopestyle
- 1. Platz Burton US Open, Slopestyle
- 2. Platz Winter-X-Games 2014, Slopestyle

Saison 2012/13
- 1. Platz Dew Tour - Mountain Championships, Slopestyle
- 1. Platz U.S. Snowboarding Grand Prix und Snowboard-Weltcup, Slopestyle
- 1. Platz Winter-X-Games 2013, Slopestyle
- 2. Platz Slopestylewertung World Snowboard Tour
- 2. Platz Burton US Open, Slopestyle
- 2. Platz Winter X Games Europe 2013, Slopestyle
- 2. Platz Slopestyle-Weltcup

Saison 2011/12
- 1. Platz Billabong Slope-Style, Slopestyle
- 1. Platz Burton New Zealand Open, Slopestyle
- 1. Platz New Zealand Winter Games, Slopestyle
- 1. Platz Winter-X-Games 2012, Slopestyle
- 1. Platz Burton Canadian Open, Slopestyle
- 1. Platz Roxy Snow Pro, Slopestyle
- 1. Platz Burton European Open, Slopestyle
- 1. Platz Burton US Open, Slopestyle
- 1. Platz Winter X Games Europe 2012, Slopestyle
- 2. Platz Gesamtwertung World Snowboard Tour
- 2. Platz Snowboard-Weltmeisterschaften 2012, Slopestyle

Saison 2010/11
- 1. Platz Gesamtwertung World Snowboard Tour
- 1. Platz Burton New Zealand Open, Slopestyle
- 1. Platz Winter Dew Tour in Breckenridge, Slopestyle
- 1. Platz O’Neill Evolution, Slopestyle
- 1. Platz Burton European Open, Slopestyle
- 1. Platz Winter Dew Tour in Killington, Slopestyle
- 1. Platz Burton Canadian Open, Slopestyle
- 1. Platz The Oakley Arctic Challenge, Slopestyle
- 1. Platz US Snowboarding Grand Prix, Slopestyle
- 1. Platz Winter X Games Europe 2011, Slopestyle
- 2. Platz Winter Dew Tour in Ogden, Slopestyle
- 2. Platz Burton US Open, Slopestyle
- 3. Platz Winter-X-Games 2011, Slopestyle

Saison 2009/10
- 1. Platz Burton New Zealand Open, Slopestyle
- 1. Platz Billabong BroDown, Big Air
- 1. Platz Winter Dew Tour in Breckenridge, Slopestyle
- 1. Platz Winter Dew Tour am Mount Snow, Slopestyle
- 1. Platz Slopestylegesamtwertung Winter Dew Tour
- 1. Platz Roxy Chicken Jam USA, Slopestyle
- 2. Platz Winter-X-Games 2010, Slopestyle
- 3. Platz Burton US Open, Slopestyle

Saison 2008/09
- 1. Platz Burton New Zealand Open, Halfpipe
- 1. Platz Burton New Zealand Open, Slopestyle
- 1. Platz Billabong SnowStock 08, Big Air
- 1. Platz Burton Australian Open, Slopestyle
- 1. Platz Winter Dew Tour am Mount Snow, Slopestyle
- 1. Platz Winter Dew Tour in Northstar-at-Tahoe, Slopestyle
- 2. Platz Asian Open, Slopestyle
- 3. Platz Gesamtwertung World Snowboard Tour
- 3. Platz Burton Australian Open, Halfpipe

Saison 2007/08
- 1. Platz Gesamtwertung World Snowboard Tour
- 1. Platz Australian Open, Slopestyle
- 1. Platz Burton European Open, Slopestyle
- 1. Platz Winter-X-Games 2008, Slopestyle
- 1. Platz Roxy Chicken Jam (USA), Slopestyle
- 2. Platz Roxy Chicken Jam, Slopestyle
- 2. Platz Nippon Open, Slopestyle
- 2. Platz U.S. Snowboarding Grand Prix, Slopestyle
- 2. Platz Burton US Open, Slopestyle
- 3. Platz Chevrolet Grand Prix, Slopestyle

Saison 2006/07
- 1. Platz Abominable Snowjam, Slopestyle
- 1. Platz Billabong Slopestyle Jam, Slopestyle
- 1. Platz Roxy Chicken Jam, Slopestyle
- 1. Platz O’Neill Evolution, Quarterpipe
- 1. Platz Winter-X-Games 2007, Slopestyle
- 1. Platz Burton US Open, Slopestyle
- 2. Platz Gesamtwertung World Snowboard Tour
- 2. Platz Honda Session, Railjam
- 2. Platz Roxy Chicken Jam (USA) 2007, Slopestyle
- 3. Platz Abominable Snowjam, Halfpipe

Saison 2005/06
- 2. Platz U.S. Snowboarding Grand Prix, Slopestyle
- 3. Platz Winter-X-Games 2006, Slopestyle
- 3. Platz Burton US Open, Slopestyle